# Marc Spautz
Marc Spautz (ur. 10 kwietnia 1963 w Esch-sur-Alzette) – luksemburski polityk, działacz związkowy, parlamentarzysta i minister, od 2014 do 2019 przewodniczący Chrześcijańsko-Społecznej Partii Ludowej (CSV). Syn Jeana Spautza.

## Życiorys
Uzyskał wykształcenie średnie techniczne, pracował w zawodzie mechanika. Działał w samorządzie pracowniczym jako członek izby pracy (1984–1988) oraz izby pracowników prywatnych (1993–2004). Był aktywnym członkiem Luksemburskiej Konfederacji Chrześcijańskich Związków Zawodowych, w tym zastępcą sekretarza generalnego (1996–1998), a następnie sekretarzem generalnym tej organizacji (1998–2009).
W 1991 wstąpił do CSV. Od 1994 wybierany do rady miejskiej w Schifflange. W latach 2000–2005 i 2011–2013 wchodził w skład miejskiej egzekutywy. W 2004 po raz pierwszy uzyskał mandat posła do Izby Deputowanych, utrzymywał go w 2009, 2013, 2018 i 2023.
W latach 2009–2012 zajmował stanowisko sekretarza generalnego Chrześcijańsko-Społecznej Partii Ludowej. W latach 2011–2013 był przewodniczącym frakcji poselskiej chadeków. W kwietniu 2013 objął urząd ministra rodziny i integracji, ministra ds. kooperacji i pomocy humanitarnej oraz ministra ds. kontaktów z parlamentem w gabinecie Jeana-Claude'a Junckera, który sprawował do grudnia tego samego roku. W lutym 2014 zastąpił Michela Woltera na stanowisku przewodniczącego CSV, zajmował je do stycznia 2019.